# Smolniki (województwo warmińsko-mazurskie)
Smolniki – osada w Polsce, położona w województwie warmińsko-mazurskim, w powiecie iławskim, w gminie Iława.
| SIMC    | Nazwa   | Rodzaj     |
| ------- | ------- | ---------- |
| 0475588 | Rodzone | przysiółek |

W latach 1975–1998 miejscowość położona była w województwie olsztyńskim.
Smolniki to przede wszystkim jedno z leśnictw Nadleśnictwa Iława.Smolniki zamieszkiwane są w większości przez pracowników Nadleśnictwa.Znajduje się tutaj kilka pięknych jezior (Czyste, Zielone, Głębokie, Piekiełko ), które w wakacje stanowią atrakcję turystyczną.Oprócz tego w Smolnikach wyznaczona jest ścieżka rowerowa.